# Piatra Olt
Piatra Olt là một thị xã thuộc hạt Olt, România. Dân số thời điểm năm 2002 là 6390 người.